# Nöbbele distrikt
Nöbbele distrikt är ett distrikt i Växjö kommun och Kronobergs län. Distriktet ligger sydost om Växjö. 

## Tidigare administrativ tillhörighet
Distriktet inrättades 2016 och utgörs av socknen Nöbbele i Växjö kommun.
Området motsvarar den omfattning Nöbbele församling hade 1999/2000.